# Geografía de las Islas Cocos
Las Islas Cocos (Keeling) son dos grupos de islas y atolones de coral con una superficie de 14,2 kilómetros cuadrados, y con una costa de 26 kilómetros, la elevación máxima es de 5 metros. Representan el extremo occidental de Oceanía, teniendo su punto más poniente en la Isla West. 
Las Islas Cocos están densamente cubiertas palmeras de coco y otras plantas. El clima es agradable, moderado por los vientos del sureste unos nueve meses al año y con lluvias moderadas, puede haber ciclones en los primeros meses del año. 
North Keeling Island es un atolón que consta de una sola isla en forma de C, un anillo casi cerrado con una pequeña abertura en la laguna, de unos 50 metros de ancho, en el lado este. La isla mide 1.1 kilómetros cuadrados y está deshabitada. La laguna es de aproximadamente 0,5 kilómetros cuadrados. North Keeling island y el mar que la rodea a 1,5 km, forman el Pulu Keeling Parque nacional, creado el 12 de diciembre de 1995. Es el hogar de la única población sobreviviente de la especie endémica y en peligro de extinción de "Cocos Buff-banded Rail". 
Sur Keeling es un atolón que consta de 24 islas individuales formando un anillo incompleto, con una superficie total de 13.1 kilómetros cuadrados. Solamente la isla Home y la isla de West están ocupadas.

## Demografía
En el 2010, la población de estas islas se estimaba alrededor de los 600 habitantes. La población en las dos islas pobladas generalmente se divide entre los europeos en la isla Oeste (población estimada: 100) y los nativos malayos en la isla principal (población estimada: 500). Aquí se encuentran dos idiomas, el malayo y el inglés. El 80% de la población es de religión musulmana suní.

## Islotes

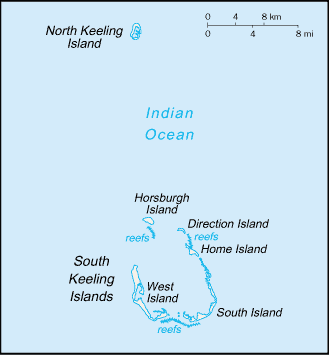
Islas Cocos (Keeling).

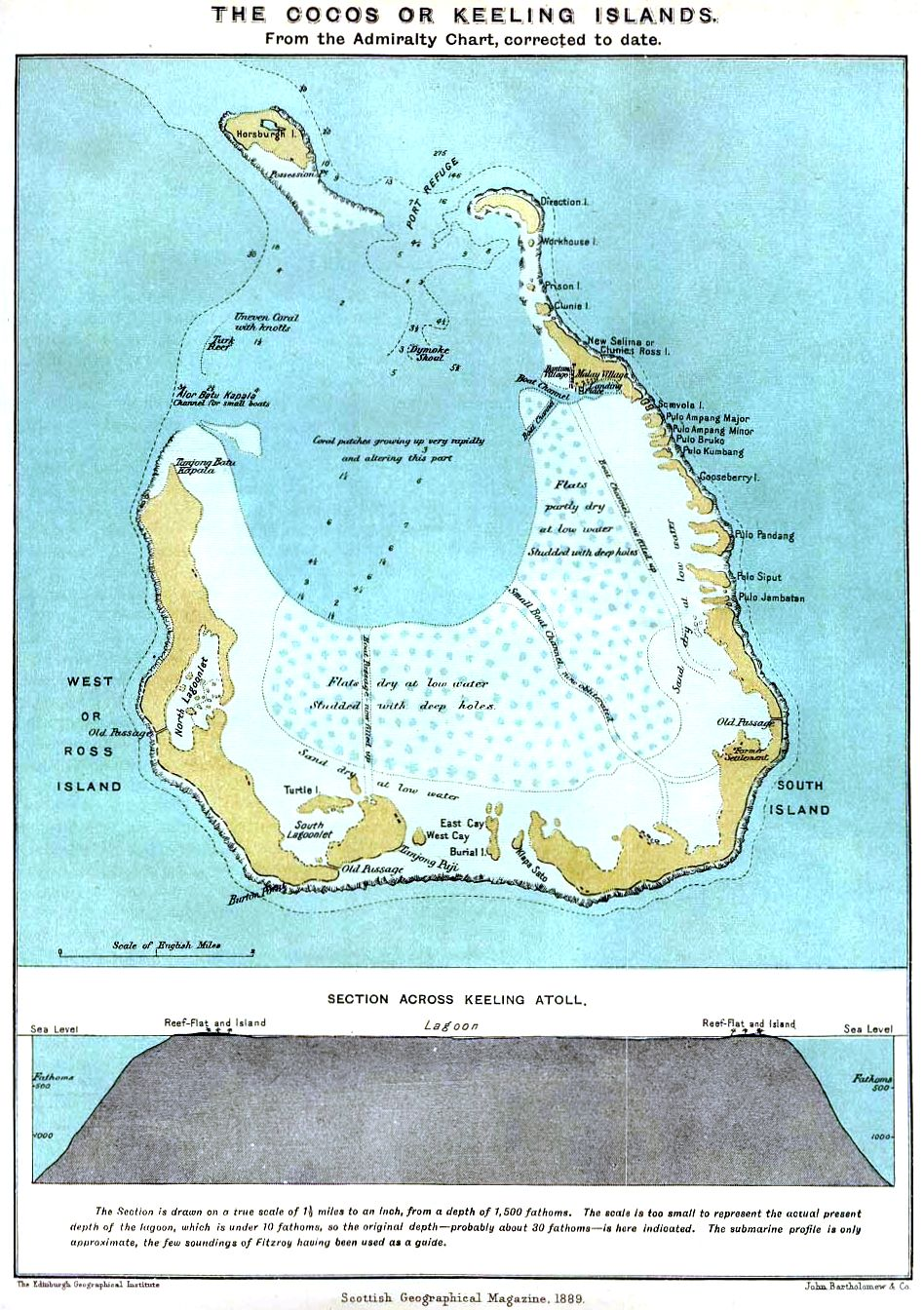
Mapa de las islas South Keeling (1889).

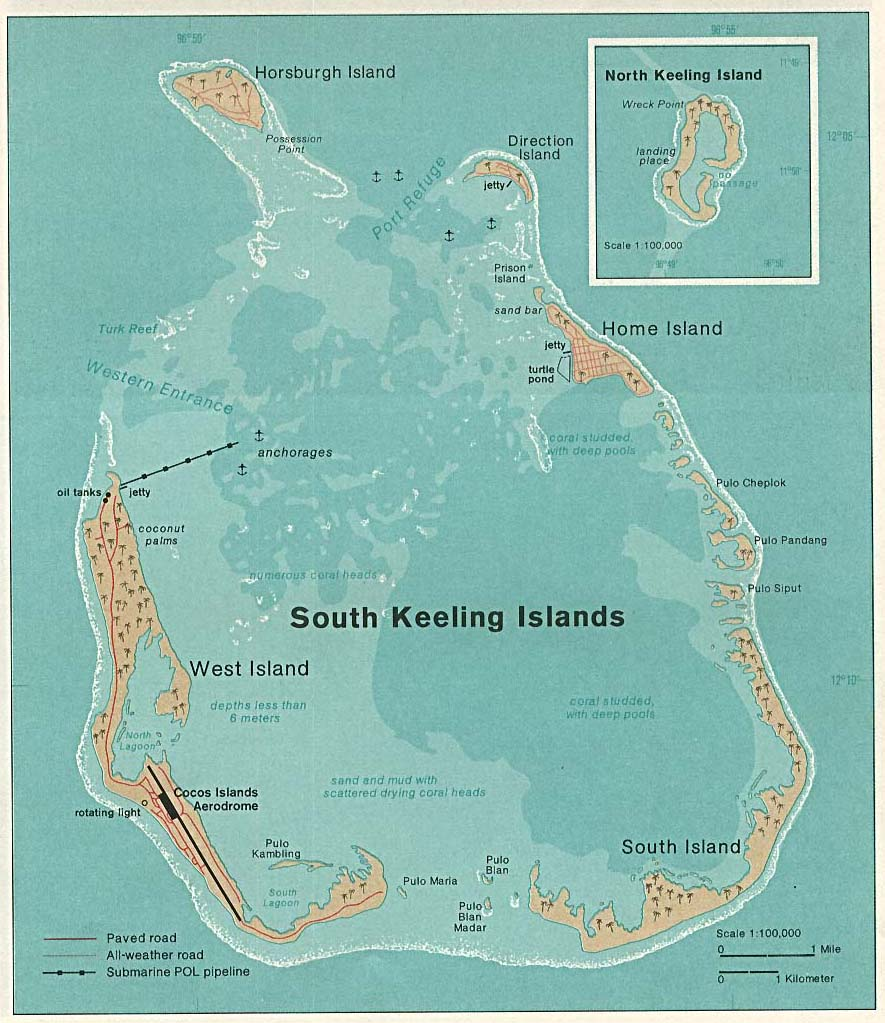
Mapa de las islas South Keeling.

| Nr. | Islote (Nombre en malayo) | Nombre en inglés       | Área (km²) |
| --- | ------------------------- | ---------------------- | ---------- |
| 1   | Pulau Luar                | Horsburgh Island       | 1.04       |
| 2   | Pulau Tikus               | Direction Island       | 0.34       |
| 3   | Pulau Pasir               | Workhouse Island       | <0.01      |
| 4   | Pulau Beras               | Prison Island          | 0.02       |
| 5   | Pulau Gangsa              | Woeplace Islets        | <0.01      |
| 6   | Pulau Selma               | Home Island            | 0.95       |
| 7   | Pulau Ampang Kechil       | Scaevola Islet         | <0.01      |
| 8   | Pulau Ampang              | Canui Island           | 0.06       |
| 9   | Pulau Wa-idas             | Ampang Minor           | 0.02       |
| 10  | Pulau Blekok              | Goldwater Island       | 0.03       |
| 11  | Pulau Kembang             | Thorn Island           | 0.04       |
| 12  | Pulau Cheplok             | Gooseberry Island      | <0.01      |
| 13  | Pulau Pandan              | Misery Island          | 0.24       |
| 14  | Pulau Siput               | Goat Island            | 0.10       |
| 15  | Pulau Jambatan            | Middle Mission Isle    | <0.01      |
| 16  | Pulau Labu                | South Goat Island      | 0.04       |
| 17  | Pulau Atas                | South Island           | 3.63       |
| 18  | Pulau Kelapa Satu         | North Goat Island      | 0.02       |
| 19  | Pulau Blan                | East Cay               | 0.03       |
| 20  | Pulau Blan Madar          | Burial Island          | 0.03       |
| 21  | Pulau Maria               | West Cay               | 0.01       |
| 22  | Pulau Kambling            | Keelingham Horn Island | <0.01      |
| 23  | Pulau Panjang             | West Island            | 6.23       |
| 24  | Pulau Wak Bangka          | Turtle Island          | 0.22       |

- Datos: Q5877552